# Jason Grimshaw
Jason Grimshaw, es un personaje ficticio de la serie de televisión Coronation Street interpretado por el actor Ryan Thomas del 25 de diciembre de 2000 hasta el 29 de junio del 2016.